# East Griffin
East Griffin es un lugar designado por el censo ubicado en el condado de Spalding en el estado estadounidense de Georgia. En el censo de 2000, su población era de 1.635.

## Demografía
En el 2000 la renta per cápita promedia del hogar era de $30,469, y el ingreso promedio para una familia era de $31,544. El ingreso per cápita para la localidad era de 13,041. Los hombres tenían un ingreso per cápita de $29,102 contra $20,451 para las mujeres.

## Geografía
East Griffin se encuentra ubicado en las coordenadas 33°14′21″N 84°14′2″O / 33.23917, -84.23389 (33.239156, -84.233786).
Según la Oficina del Censo, la localidad tiene un área total de 4 km² (1,5 mi²), de la cual 4 km² (1,5 mi²) es tierra y 0 km² (0 mi²) (0.00%) es agua.